# Andra puniska kriget
Andra puniska kriget var ett av de puniska krigen som 218–201 f.Kr. utkämpades mellan Romerska republiken och Karthago. Andra puniska kriget, som av romarna benämndes "kriget mot Hannibal", var det andra av tre stora krig som utkämpades i olika perioder mellan år 264 och 146 f.Kr. Konflikterna kallades "puniska krigen", på grund av att puner var romarnas namn på fenicier, det vill säga folk från Karthago, som låg i nuvarande Tunisien på Afrikas nordkust.

## Före krigets utbrott
Efter det första puniska kriget, då Karthago förlorat sina kolonier på Sicilien, Korsika och Sardinien, bestämde sig den karthagiske härföraren Hamilkar Barkas för att upprätta ett karthagiskt rike i Spanien där Karthago sedan länge haft handelsstationer. Med dessa som bas utvidgade han därefter successivt Karthagos territorium. Spanien bestod vid den här tidpunkten av många trätande stammar vilket underlättade Karthagos expansion. När Hamilkar dog 229 efterträddes han av sin svärson Hasdrubal den sköne. Denne, som hade ett strategiskt skarpsinne, fortsatte att utvidga riket genom flera fälttåg. Rom oroades av Karthagos växande makt i Spanien och försökte skapa en egen maktsfär i norra Spanien. Rom slöt bland annat ett förbund med den grekiska kolonin Massilia (dagens Marseille) i södra Gallien. Massilia hade i sin tur starka kopplingar till staden Saguntum i norra Spanien vilket gjorde att Saguntum indirekt kom under romerskt beskydd. Ifall Karthago fortsatte att utvidga sitt område norrut skulle Saguntum och i längden också Massilia hotas. Man slöt därför ett avtal med Hasdrubal där man drog en gräns vid floden Ebro. Saguntum låg dock söder om floden Ebro och avtalet gällde i teorin därför inte Saguntum.
När Hasdrubal dog 221 tog Hamilkars son, Hannibal Barkas, kommandot över trupperna i Spanien. Han var redan vid den här tiden en erfaren soldat efter att ha tjänstgjort i armén under Hamilkar och Hasdrubal. Han hade av sin far uppfostrats till att "aldrig bli en vän av Rom" och bland det första han gjorde var att belägra Saguntum. Efter åtta månader, då Rom inte gjorde någonting för att rädda den, föll staden i Hannibals händer. Det sägs att invånarna i Saguntum gjorde ett stort bål med värdesaker och själva hoppade därpå hellre än att dödas av den karthagiska armén. Rom krävde därefter att Hannibal skulle utlämnas men det karthagiska rådet vägrade, vilket fick till följden att det andra puniska kriget bröt ut.
Hannibal insåg att han för att besegra Rom var tvungen att ta kriget till Rom, till Italien, dock var han dessförinnan tvungen att se till att Afrika och Spanien var säkra. Han gjorde det genom att skicka 15 000 iberer till Afrika, mestadels fotfolk. Han hämtade likaså soldater från Afrika, båda till Spaniens försvar och till sitt eget fälttåg. Hannibals bror Hasdrubal Barkas, som inte ska förväxlas med den tidigare nämnde Hasdrubal den sköne, fick till uppgift att leda försvaret av Spanien när Hannibal var borta.
Våren 218 f.Kr. samlade Hannibal en armé som möjligtvis kan ha uppgått till 60 000–70 000 man i Karthago Nova (Nya Karthago). Armén bestod mestadels av legosoldater från olika delar av det Kartagiska riket, övervägande keltiberer och afrikaner. I armén fanns 37 elefanter, ridna av mahouter, belägringsmaskiner och de ökända numidiska ryttarna ledda av rytteriofficeren Maharbal. De flesta av Hannibals elefanter var sannolikt av den (utrotade) nordliga underarten av afrikansk elefant vilka var mindre än dagens elefanter. Hannibals favorit var en asiatisk elefant som kallades "Surus" (Syriern). Soldaterna i armén hade inte mycket gemensamt, allra minst språket, vilket försvårade kontrollen över armén eftersom man tvingades använda tolkar för att ge ut order.

## Hannibals marsch till Italien 218 f.Kr.

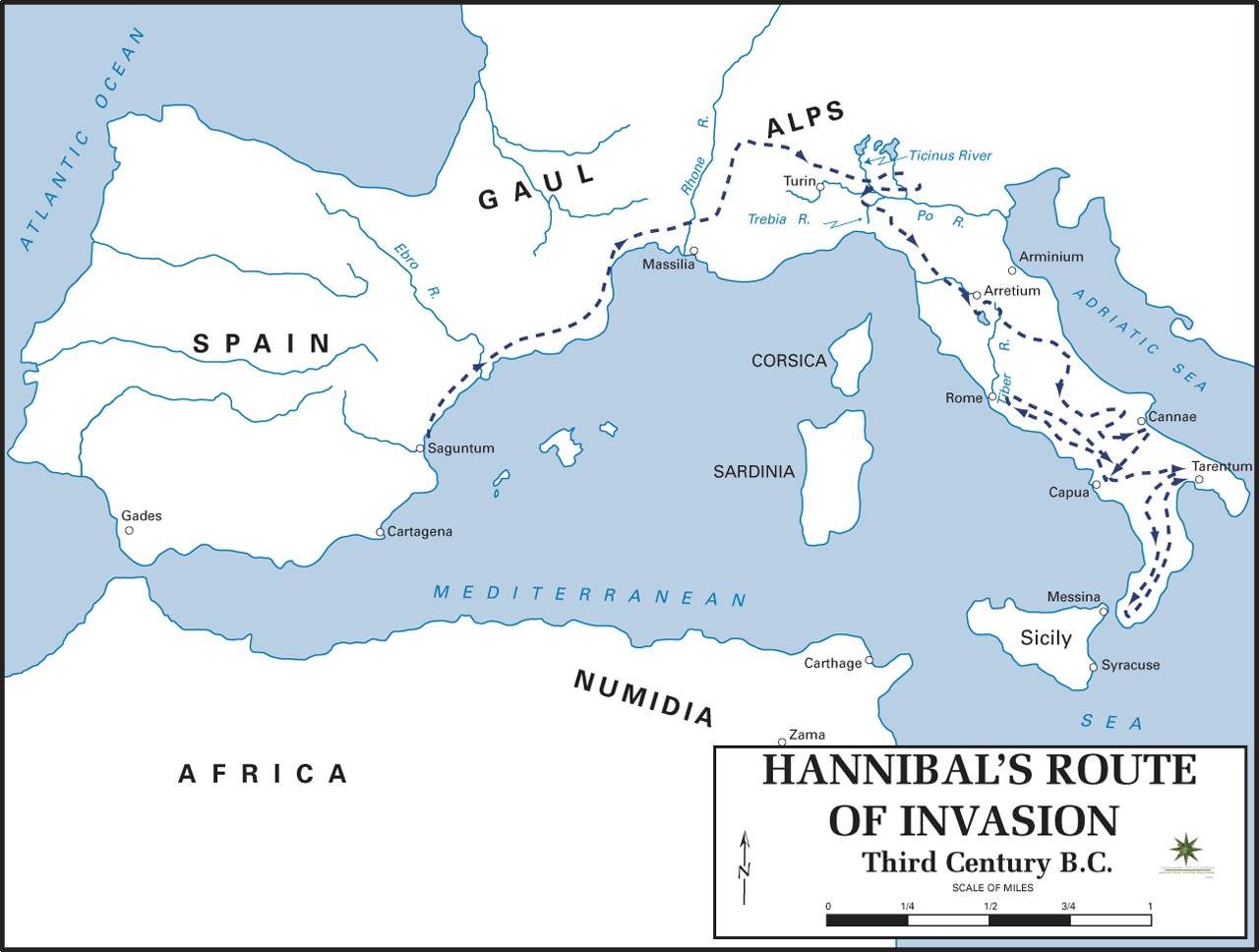
Hannibals invasionsväg.

Efter att ha samlat trupperna i Kartago Nova marscherade Hannibal norrut genom östra Spanien. Efter att ha gått över Ebro bekrigade han flera självständiga stammar vilket vållade honom stora förluster samtidigt som många keltiberiska soldater deserterade. Hannibal lämnade kvar generalen Hanno i norra Spanien tillsammans med cirka 10 000 man för att övervaka den grekiska kolonin Emporion och de lokala stammarna.
Hannibal marscherade därefter över Pyrenéerna och genom södra Gallien fram till Rhône. För att korsa Rhône byggdes och köptes båtar och ganska snart kunde man påbörja överfarten. Dock hade en stor mängd volker, ett galliskt folkslag, samlats på den motstående stranden, redo för strid. Hannibal löste detta genom att skicka över de numidiska ryttarna en bit uppför floden. När de första kartagiska fotsoldaterna sedan skulle gå iland anföll numidierna volkerna i flanken. Under oordningen som följde gick de karthagiska fotsoldaterna iland och drev bort gallerna. Till elefanternas överfart byggde man stora flottar täckta med jord så att de inte skulle känna att de inte var på fast mark. Det utbröt dock ett tumult under överfarten och flera elefanter åkte överbord. De lyckades simmandes ta sig över till andra sidan men flera mahouter omkom. 
Marschen mot Alperna hindrades igen när 300 romerska ryttare dök upp. De slogs dock tillbaka av de numidiska ryttarna och flydde tillbaka till Massilia där den romerske generalen Publius Cornelius Scipio befann sig med en armé. Scipio marscherade sedan norrut för att möta Hannibal men Hannibal valde att undvika honom och fortsatte marschen mot Italien. 
Under övergången av Alperna drabbades de karthagiska styrkorna av stora förluster. Dels beroende på attacker från lokala stammar men mestadels beroende på klimatet och de farliga vägarna. Man vet inte varför han gick över Alperna genom ett av de svåraste passen när det fanns mindre farliga pass, en teori är att han blev lurad av sina galliska vägvisare.

## Trebia och Trasimennus 218–217 f.Kr.

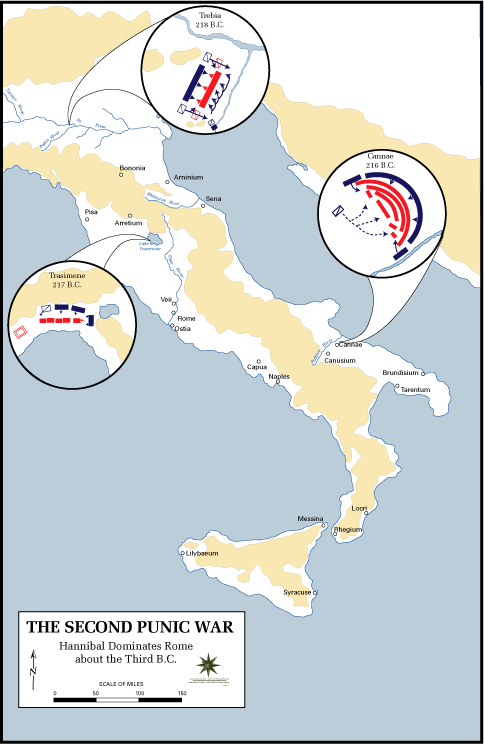
Slag i Italien.

Fem månader efter avmarschen från Karthago Nova anlände Hannibal till Italien med en kraftigt försvagad armé på uppemot 25 000 man. Större delen av armén var illa åtgången efter de hårda strapatserna och många av männen var antingen skadade eller helt utmattade. Hannibal försökte så fort som möjligt vinna över de i Po boende gallerna på sin sida. Han sade att han hade kommit för att lyfta Roms ok från deras axlar och för att visa sin makt hjälpte han vissa stammar i deras träta om makten. 
Samtidigt återvände Publius Cornelius Scipio från Marseille. Han gick iland vid Pisa och ryckte fram över Poslätten. Hannibals snabba ankomst till Italien skapade stor uppståndelse i Rom och man skickade bud efter den andre konsuln, Tiberius Sempronius Longus, som befann på Sicilien. Han marscherade med sin armé genom Italien ända fram till Ariminium på 40 dagar. Innan de båda konsulerna hunnit förena sina styrkor drabbade, av en händelse, Scipio samman med Hannibal på Pos norra strand. Scipio skadades allvarligt i slaget och romarna tvingades retirera österut över bifloden Ticinus. Efter att ha förstört bron som de använde, drog de sig sedan tillbaka till Placentia. Denna skärmytsling kallas ibland slaget vid Ticinus.
Sempronius anlände så småningom med sin armé. Eftersom Scipio var svårt skadad fick han i stort sett ensam kontroll över hela armén. Arméerna, vardera på cirka 40 000 man, möttes vid floden Trebia. Den romerska armén besegrades grundligt efter att ha lurats in i striden direkt på morgonen innan de ens hunnit äta frukost.
Hannibal misslyckades därefter med att korsa Apenninerna under vintern och fick stanna kvar i Podalen resten av säsongen. I Rom valdes två nya konsuler, Gnaeus Servilius Geminius och Gaius Flaminius. Det var Flaminius andra period som konsul. Under sin första ämbetsperiod besegrade han gallerna i Podalen. De båda fick till uppgift att hindra Hannibal från att marschera söderut, över Apenninerna. I detta syfte skrevs fyra nya legioner ut. Hannibal valde dock en annan väg än den romarna hade tänkt sig och lyckades undgå de två konsul-arméerna. Han lät sig inte inlåtas i strid mot Flaminius som väntade i Ariminium utan skövlade landet obehindrat. Till slut valde Flaminius att gå till anfall, trots att hans rådgivare rådde honom att vänta på Servilius armé. Hannibal gillrade en fälla vid Trasimenska sjön och lyckades döda ungefär 15 000 romare, däribland Flaminius själv. Senare dödas också 2 000 av Servilius ryttare som skickats i förväg när han fick höra om invasionen av Etrurien. 
I Spanien hade Gnaeus Cornelius Scipio Calvus, bror till Publius Cornelius Scipio, landstigit i Emporion. Han erövrade flera städer och besegrade Hanno vid Cissa. Hanno tillfångatogs och stammarna norr om Ebro gick över till romarna. Hasdrubal svarade med att attackera den romerska flottans besättningar som fanns iland. Efter att ha gjort detta återvände han till Karthago Nova.

## Fabius "Sölaren" 217 f.Kr.
För att kunna stoppa Hannibal valdes i Rom Quintus Fabius Maximus till diktator. Den karthagiska flottan hade också blivit mer aktiv och Cornelius Servilius gick till sjöss med de skepp som fanns i Ostia. Nya legioner sattes upp men Fabius taktik var inte att besegra Hannibal i något regelrätt fältslag. Han förföljde istället Hannibal genom landet i ett försök att trötta ut hans trupper och skrämma bundsförvanterna från att avfalla från Roms sida. Fabius taktik att undvika fältslag ogillades av folket eftersom Hannibal nu fick plundra och bränna den italienska landsbygden utan något motstånd alls. Han fick därför smeknamnet "Sölaren" av folket.
Hannibal anföll staden Spoletium men slogs tillbaka och fortsatte att plundra längs sin väg genom södra Italien. Han försökte förmå apulierna och samniterna att gå med honom, men de tordes inte eftersom Fabius armé hela tiden fanns i närheten. Hannibal försökte hela tiden locka Fabius till strid men till ingen nytta eftersom Fabius lugnt avvaktade. Lika lugna var dock inte hans soldater, speciellt inte rytteriofficeren Marcus Municius som hela tiden ville anfalla karthagerna. 
När Fabius återvände till Rom fick Municius kontroll över armén. Hannibal låg då i läger i Geronium och hade skickat iväg 2/3 av sina styrkor på furagering. Municius anföll furageringstrupperna och även själva lägret en gång. Han skickade sedan bud om hans framgångar till Rom och med stöd av bland annat C. Terentius Varro, fick han samma rang som Fabius. Armén delades då i två delar. Hannibal lurade Municius i en fälla liknande den vid Trebia men han lyckades inte vinna samma seger här, då Fabius armé grep in. Innan vintern nedlade Fabius och Municius sina ämbeten och efterträddes av konsulerna Gnaeus Servilius Geminus och Marcus Atilius Regulus. De hade kontroll över armén under vintern.

## Cannae 216 f.Kr.
I de nya konsulvalen valdes plebejen Gaius Terentius Varro och patriciern Lucius Aemilius Paullus till konsuler. Varro hade nästan ingen militär erfarenhet under tiden som Paullus var en erfaren general. Nya trupper skrevs ut och när alla trupper samlades i juni var det åtta legioner plus bundsförvanter, en styrka på ungefär 85 000 man. Hannibal hade under tiden intagit den romerska arméns sädesupplag i Cannae. Romarna ville nu få till en drabbning och de fann honom på vänstra stranden av floden Audifus. Paullus ansåg att det öppna landskapet var en fördelaktig terräng för Hannibals starka kavalleri och att man skulle försöka få till ett slag någon annanstans men Varro vägrade lyssna. När det var Varros tur att ha kommandot (konsulerna turades om att ha kontrollen över armén) marscherade han mot floden Aufidus. Man slog upp två läger, ett på vardera sidan av floden. Hannibal försökte provocera ett slag men eftersom det den dagen var Paullus tur att ha kommandot så blev det inget slag.
När det dagen efter blev Varros tur att ha kommandot blev det slutligen dags för strid. Den romerska armén med över 80 000 soldater gick ut i strid. Armén besegrades dock grundligt efter att Hannibals kavalleri utfört en dubbel omfattning. Endast 8 000 romare överlevde slaget och bland de döda fanns konsuln Paullus själv, M.Atilius Regulus, Minucius Servilius samt senatorer och krigstribuner. Efter slaget valde Hannibal att inte tåga mot Rom. Maharbal sägs då ha yttrat "Du förstår att segra, Hannibal, men du förstår inte att använda dig av segern"

## Efter Cannae 216–213 f.Kr.
Efter förlusten vid Cannae var sorgen och skräcken stor i Rom. Man vägrade dock att inleda förhandlingar om fred och i stället rekryterade man många slavar och livegna för att fylla luckorna i armén. Marcus Junius slog läger i Teanum med 25 000 man och M. Marcellus slog läger i Suessuia med ännu en armé. Efter Cannae gick flera syditalienska städer över till Hannibal, bland annat Capua. År 216 f.Kr. slutade med att Hannibal låg kvar i Capua, efter att ha skaffat sig bundsförvanter i Kampanien, Samnium, Lucanien och i Apulien. Marcellus flyttade sina soldater till Nola under tiden som Junius låg kvar i Teanum.
215 f.Kr. ersatte Fabius "Sölaren" M. Junius och förlade armén i Cales nära Capua. Marcellus låg kvar i Nola med två nya legioner samtidigt som hans två gamla skickats till Sicilien. Det förlades ännu en armé vid Sinuessa. Romarna försökte hindra Hannibal från att skaffa tillräckligt med spannmål för att försörja sin armé men Hannibal lyckades inta Casilinum. Fabius flyttade då även han sin armé till Suessala. Det anlände också förstärkningar från Karthago, mestadels elefanter och kavalleri. Med de här styrkorna försökte han inta Nola men misslyckades. När vintern kom begav han sig till Apulien med en romersk armé efter sig. Detta år förklarade Syrakusa, där romarvänlige tyrannen Hieron II just dött, krig mot Rom.
214 f.Kr. förklarade även Makedonien krig mot Rom. Rom tvingades då utrusta en stor flotta för att hålla de kartagiska och makedonska skeppen borta från Italien. Roms ekonomi var mycket ansträngd den här tiden på grund av de 18 legionerna som hölls i Italien, Spanien, Sicilien och Sardinien. 
Efter ännu ett misslyckat försök att inta Nola marscherade Hannibal söderut, mot Tarentum. Han hade fått bud om att invånarna där var villiga att överlämna staden men när han kom fram dit var portarna stängda. Samtidigt lyckades romarna inta Casilinium. De gensköt även en armé med förstärkningar skickade från Karthago, nästan hela armén dödades eller fångades. Flera sabinska städer intogs också av Fabius. Hannibal lyckades dock till slut inta Tarentum genom förräderi.

## Capua 212–211 f.Kr.
År 212 f.Kr. belägrade Rom Capua. Hanno (inte Hanno som besegrats i Spanien) försökte hjälpa de belägrade genom att tillföra de belägrade proviant men företaget misslyckades efter att romarna fått nys om det. Hannibal skickade då 2 000 numidiska ryttare till stadens hjälp. De lyckades ta sig förbi de romerska styrkorna och anlände säkra innanför portarna. De skapade sedan stor förödelse hos romarna när de vid ett gynnsamt tillfälle gjorde ett utfall ur staden. När Hannibal själv sedan anlände vågade romarna inte göra annat än att dra sig tillbaka. 
När Hannibal tvingat bort romarna från staden återvände han till Apulien. Romarna återupptar då belägringen och när Hannibal återvänder till Capua har de förskansat sig så starkt att han inte lyckas driva bort dem. Han marscherar då mot Rom i hopp om att de ska följa efter honom för att försvara huvudstaden. 
När Hannibal dök upp utanför Rom skapade han stor skräck bland invånarna. Dock han hade inga belägringsvapen och efter att ha bränt området runt staden tågade han tillbaka söderut, mot Capua. Efter sig hade han en mindre romersk armé. När han anlände till Capua såg han att staden fortfarande var under belägring. Han besegrade armén som följde efter honom och satte av österut, mot Adriatiska havet där han ville förstärka sin position. År 211 föll sedan båda Capua och Syrakusa som hade belägrats av romerska styrkor en längre tid.

## Romerska framgångar i Spanien 210–207 f.Kr.
År 210 f.Kr. valdes Publius Cornelius Scipio den yngre till befälhavare över styrkorna som skulle skickas till Spanien. Genom en ilmarsch från Tarraco till Karthago Nova lyckades han ta staden med en överraskningsattack både från sjö- och landsidan. Efter att Scipio erövrat Karthago Nova gick flera iberiska stammar över på romarnas sida. Hasdrubal gick då till anfall men besegrades av Scipio vid Baecula och drabbades av svåra förluster.
I Italien krävde det fortsatta kriget hela tiden pengar och senaten var hela tiden tvungna att höja skattarna, till slut kunde en del kolonier inte betala mer och vägrade betala skatt. År 209 f.Kr. blev Marcellus omvald som konsul och mötte Hannibal i två slag vilket resulterade i att han tvingades dra sig tillbaka till Venusia efter stora förluster. Samtidigt lyckades Fabius återta Tarentum genom förräderi. 
De båda konsulerna var vid den här tiden Marcellus och en annan man vid namn T. Quinctus Crispius. Crispius försökte erövra den grekiska kolonin Lokri i södra Italien men tvingades retirera då Hannibal dök upp med sin här. De båda konsulerna sammanstrålade med sina arméer vid Venusia. De vågade dock inte gå till anfall mot Hannibal trots att deras arméer var större än hans. Olyckligtvis för romarna dödades båda konsulerna när de rekognoserade terrängen och överfölls av numidiska ryttare. Två nya konsuler valdes, Marcus Livius och C. Claudius Nero. Nero skulle hålla Hannibal stången i södra Italien samtidigt som Livius skulle stoppa den nya faran i norr, Hasdrubal.

## Hasdrubal går över Alperna 208–207 f.Kr.
Efter förlusten vid Baecula bestämde sig Hasdrubal för att överge Spanien och istället marschera mot Italien. Han marscherade år 208 f.Kr., över västra Pyrenéerna, genom Gallien och över ett av de lättare Alppassen innan han våren 207 f.Kr. dök upp i Podalen. Han värvade galler och ligurer till sin armé innan han tågade söderut mot Ariminium. Romarna drog sig till att börja med tillbaka, eftersom de inte hade tillräckliga styrkor för att stoppa honom. Hasdrubal skickade sedan ett meddelande till Hannibal med 6 ryttare som skulle rida genom hela Italien för att nå honom. De lyckades undvika romerska trupper ända tills de fångades av en romersk styrka nära Tarentum. Romarna fick på så sätt reda på Hasdrubals planer. Nero och Livius förenade då sina styrkor mot Hasdrubal. Hasdrubal försökte dra sig tillbaka över floden Metaurus men misslyckades med det och tvingades till strid (därav namnet slaget vid Metaurus). Han förlorade slaget och dödades själv i slagets slutskede. När en romersk ryttare en tid senare kastade Hasdrubals huvud in i kartagernas läger väntade Hannibal fortfarande på hans meddelande.

## Början till slutet 206–203 f.Kr.
Kriget i Spanien gick hela tiden Scipios väg och 206 f.Kr. besegrade han Hasdrubal Gisgo vid Ilipa, senare samma år var i stort sett hela karthagiska Spanien romerskt. Han planerade att invadera Afrika och för att underlätta detta slöt han en allians med massylierkungen Syfax. År 205 f.Kr., samma år som Makedonien slöt fred med Rom, lyckades Scipio bli vald till konsul men han motarbetades starkt av äldre senatorer såsom Cato och Fabius "Sölaren". När han blev konsul fick han Sicilien som provins och där skapade han en egen armé. Han rekryterade bland annat 7 000 frivilliga och eftersom han saknade en flotta så byggde han sin egen.  
År 204 f.Kr. seglade Scipio från Lilybaeum med en armé under 20 000 man. Innan han seglade fick han reda på att Syfax, som gift sig med Hasdrubals dotter, Sofonisba, inte vidhöll sin allians med Scipio. Istället fick Scipio förlita sig på hjälp från numidier-fursten Masinissa. Kampanjen i Afrika började med ett försök att inta Utica. Han misslyckades med det men lyckades döda en stor del av garnisonen. Sedan förintade han Syfax och Hasdrubal Gisgos styrkor genom att tända eld på deras läger och sedan gå till anfall mitt i paniken. Han lyckades fånga Syfax och insätta Masinissa som kung över numidierna. Masinissa blev dock förälskad i Sofonisba och Scipio oroades över att hon skulle övertala Masinissa att gå över till Karthagos sida. Sofonisba tvingades därför att begå självmord genom att tömma en giftbägare.

## Zama 203–202 f.Kr.

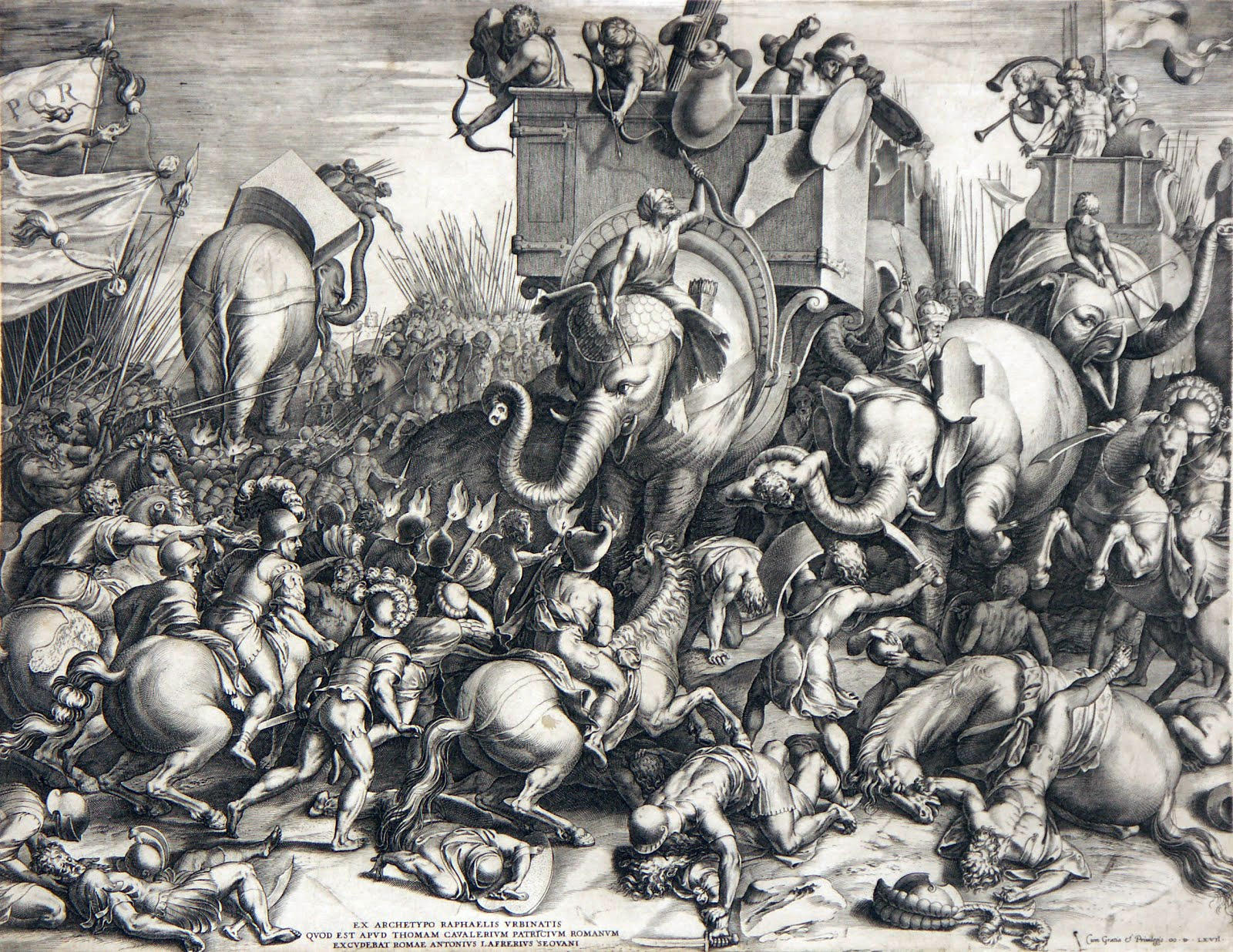
Målning av slaget vid Zama av Cornelis Cort, 1567.

Läget i Karthago var så allvarligt att man kallade hem Mago och Hannibal från Italien. Efter 16 år i Italien tvingades Hannibal nu återvända till Afrika och föra krig där. I Karthago hade man under tiden ingått ett vapenstillestånd med romarna. Detta bröts dock av Hasdrubal Gisgo som anföll en konvoj med romerska skepp lastade med spannmål. När Hannibal landsteg i Afrika drog sig Scipio bort från hans större armé, han väntade på förstärkningar från Masinissa som trott att kriget var över. Efter att Masinnas förstärkningar anlänt möttes Hannibals och Scipios arméer vid Zama. Hannibal besegrades och det andra puniska kriget hade äntligen avslutats. 

## Resultat
Som ett resultat av nederlaget tvingades Karthago att överlämna nästan hela flottan samt betala ett stort skadestånd. Karthagos flotta begränsades till tio skepp som skydd mot pirater och landet fick inte bygga upp en armé utan Roms tillstånd. Karthago fick inte heller expandera utanför Afrikas gränser. Hannibal överlevde dock slaget vid Zama och fortsatte som ledare ända fram till 195 f.Kr.. Slutligen förintades Karthago i det tredje puniska kriget.